# Stanhopea embreei
Stanhopea embreei là một loài thực vật có hoa trong họ Lan. Loài này được Dodson miêu tả khoa học đầu tiên năm 1975.

## Hình ảnh

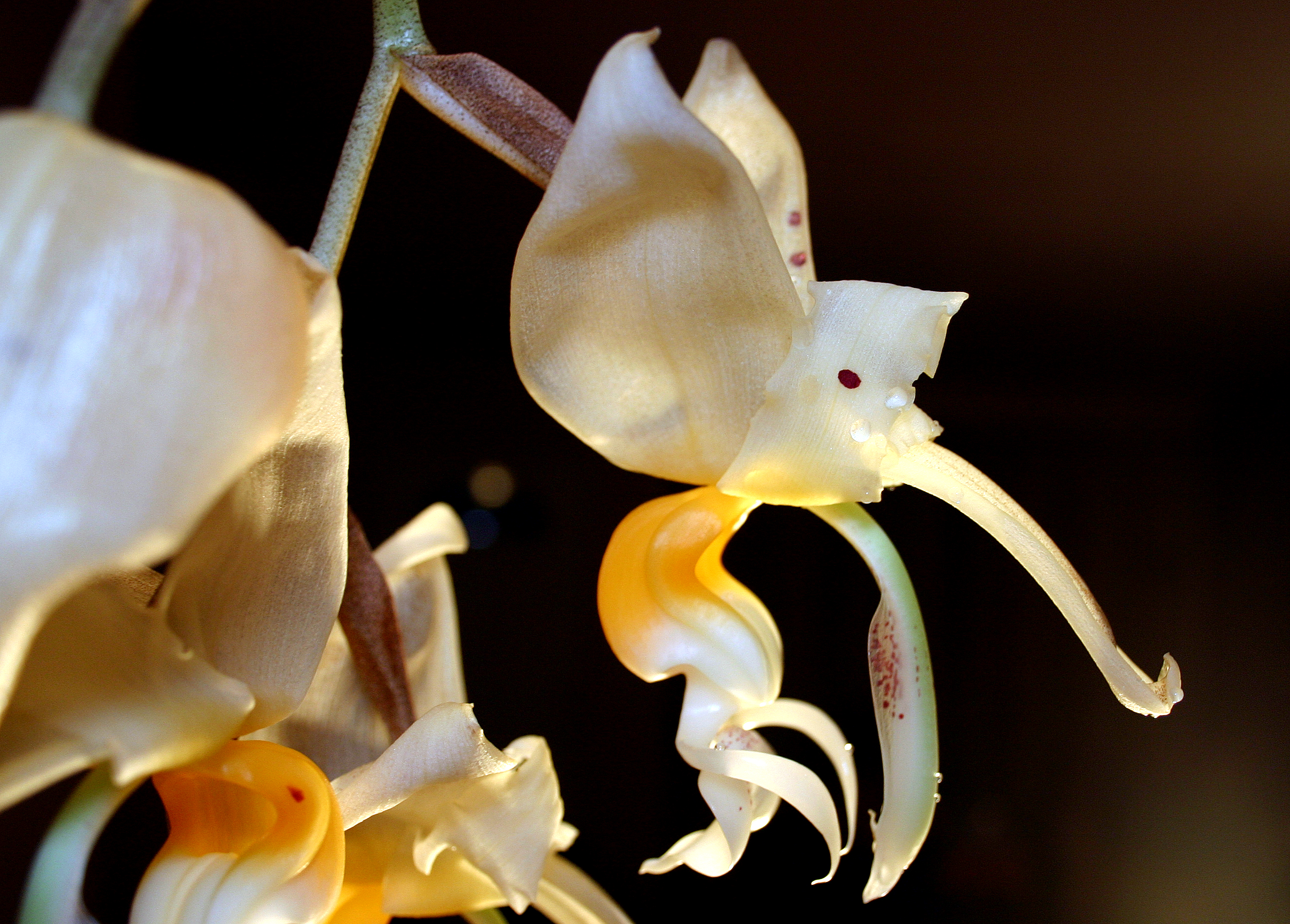
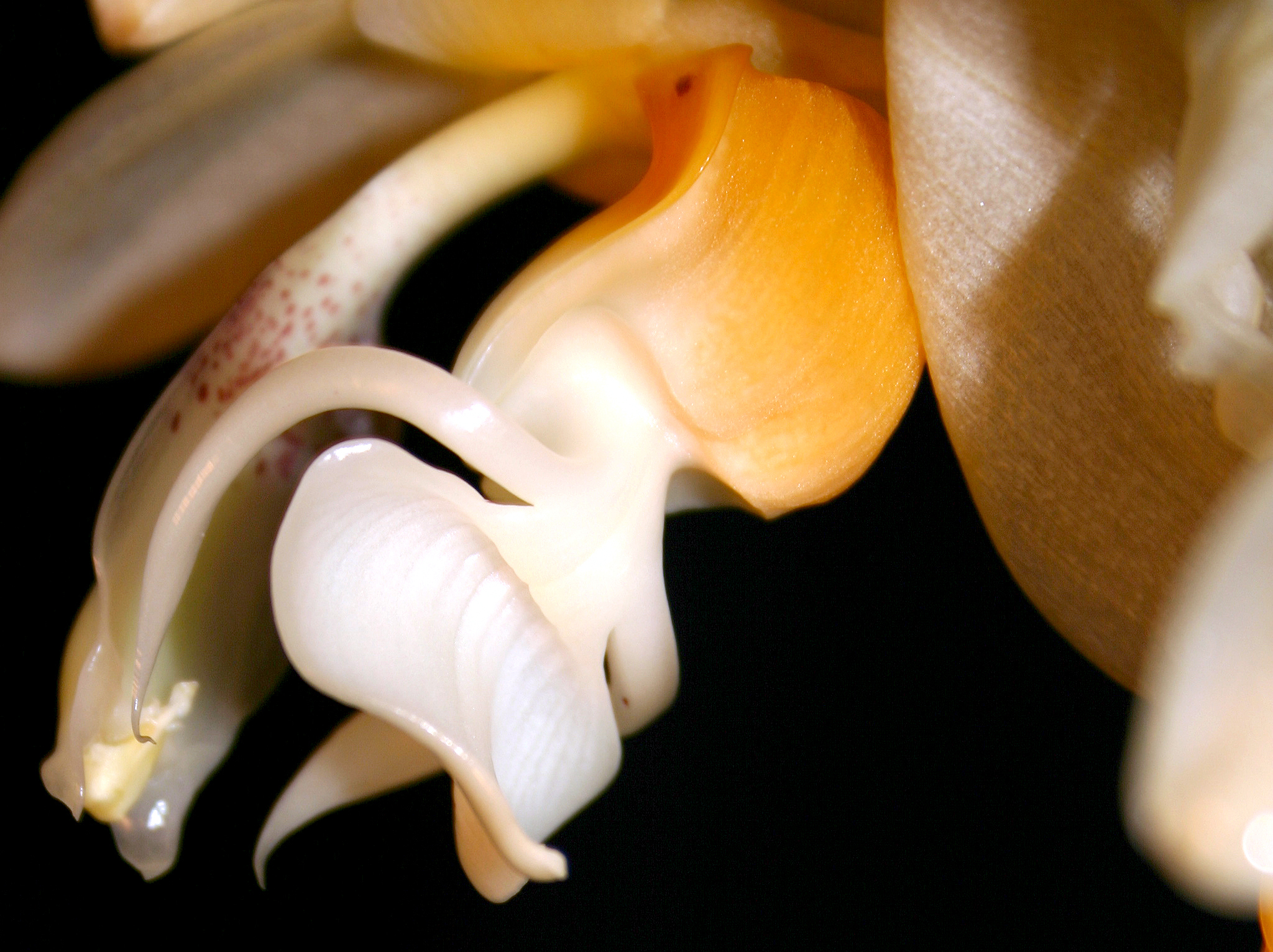
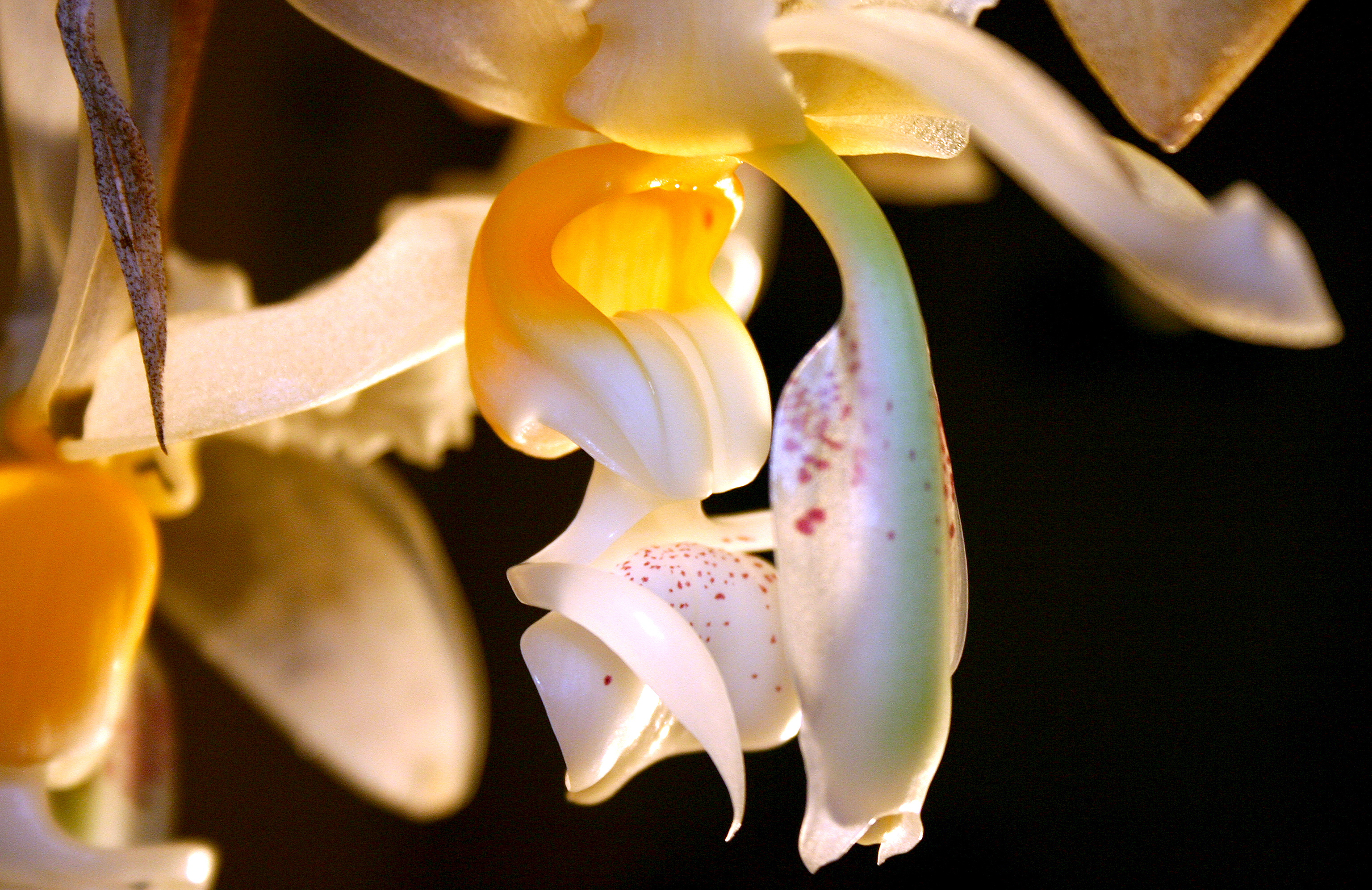
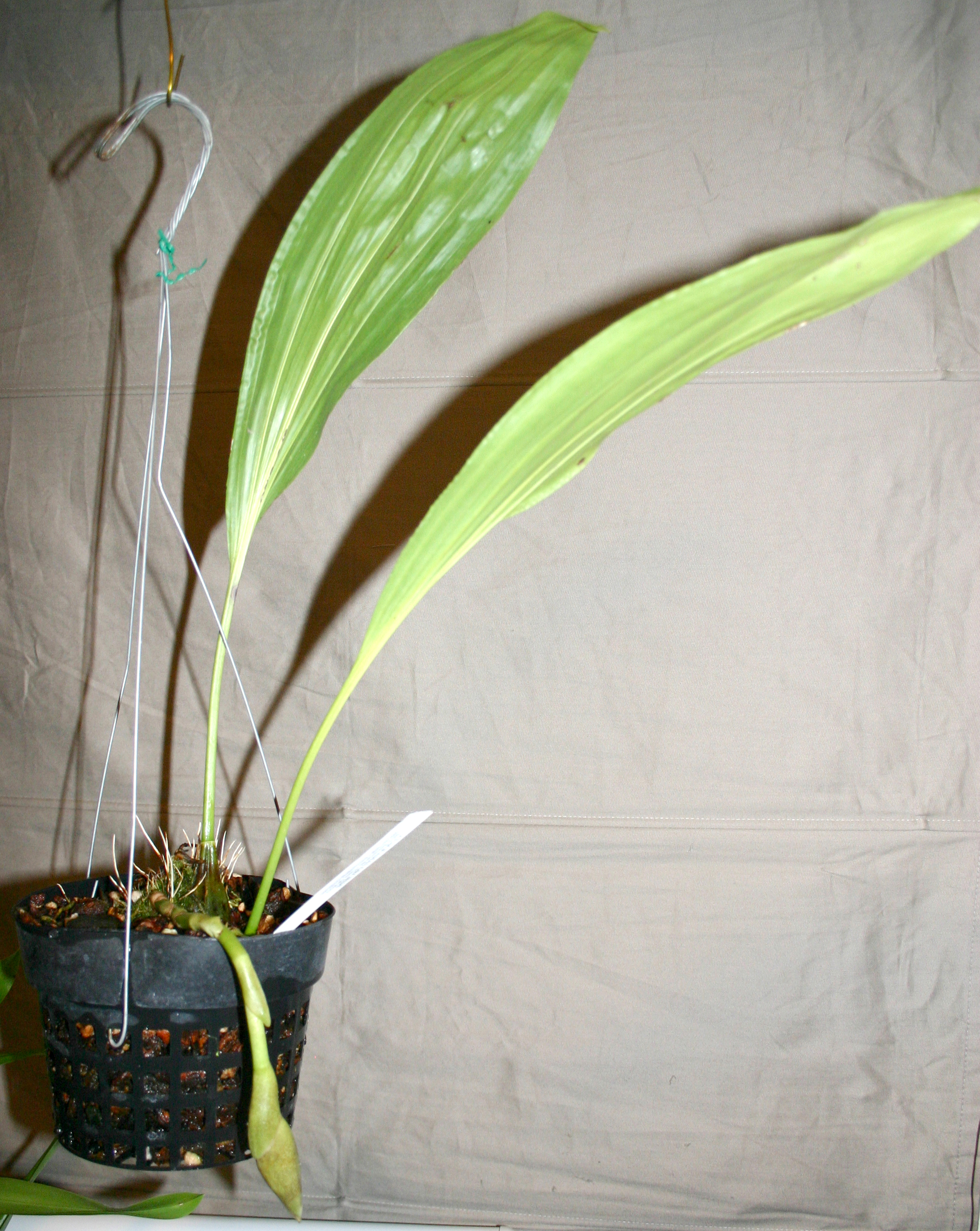